# 舊熱帶植物界
舊熱帶植物界（英語：Paleotropical Kingdom）是生物地理學的一個名詞。任何一個生物品種，只要它同時存在於熱帶所在的兩個舊世界洲份：即亞洲及非洲，就可被歸類為「舊熱帶界」生物。

## 參看
- 新熱帶界
- 泛熱帶界